# MATZ
MATZ（マッツ）は、日本のDJ、音楽プロデューサー、ソングライター、編曲家。北海道出身。
- エレクトロニック・ダンス・ミュージックから影響を受けた音楽を制作。
- 国内外のアーティストへのリミックス提供やCM音楽も手掛けている。

## 作品

### ディスコグラフィ
| 発売日         | 規格             | タイトル                                 | アーティスト名       | 販売形態 |
| -------------- | ---------------- | ---------------------------------------- | -------------------- | -------- |
| 2017年7月7日   | EP               | Composite                                | MATZ                 | 音楽配信 |
| 2017年11月24日 | EP               | I See You (feat. Ruby Prophet) [Remixes] | MATZ                 | 音楽配信 |
| 2018年3月28日  | コンピレーション | This Is It Supported by TGC              | MATZ vs Emma Jasmine | CD       |
| 2018年9月14日  | シングル         | I Don't Care (feat. THE BACKCOURT)       | MATZ                 | 音楽配信 |
| 2018年12月14日 | シングル         | BASKET CASE (GREEN DAYカバー)            | MATZ vs. Celeina Ann | 音楽配信 |
| 2019年3月27日  | コンピレーション | This Is It 2 Supported by TGC            | Various Artists      | 音楽配信 |
| 2020年3月6日   | アルバム         | TIME                                     | MATZ                 | 音楽配信 |

### リミックス作品
- Ryos「Discover Love (MATZ Remix)」（2017年10月9 日 - 配信開始）
- ANTIME vs. MATZ「True Love Remix」（2017年10月20日 - 配信開始）[1]
- Jamaster A「Heaven (Remix Pack)」（2017年10月20日 - 配信開始）[2]
- 和田アキ子「Stay With Me (MATZ Remix) 」（2018年1月17日発売　アルバム「WADASOUL COVERS～Award Songs Collection」収録）
- MACO vs. MATZ「PEEKABOO Remix」（2018年1月24日 - 配信開始）[3]
- 倖田來未
  - 「SWEETEST TABOO (MATZ Remix)」「FREAKY (MATZ Remix)」（2018年3月28日発売　アルバム「Koda Kumi Driving Hit's 8」収録）
- Brian Shinsekai「Lucy Can't Dance (MATZ Remix)」（2018年4月25日 - 配信開始）[4]
- kolme「Hello No Buddy MATZ Remix」（2019年1月14日 - 配信開始）[5]
- KAHOH「ONLY SEVENTEEN (MATZ REMIX)」（2019年6月7日 - 配信開始）

### 楽曲提供
- KEMIO「どこまでいっても渋谷は日本の東京」作曲（2018年11月2日配信開始）
- Kizuna AI「hello, alone (Prod. MATZ)」作曲（2019年5月15日発売　アルバム「hello, world」収録）[6]
- 東京ゲゲゲイ「KIRAKIRA 1PAGE」作曲（2019年5月5日配信開始、2020年2月5日発売　アルバム「キテレツメンタルワールド WHITE」収録）[7]
- YOSHI「VOICE」作曲（2020年3月20日配信開始）[8]パナソニック「完全ワイヤレスイヤホンRZ-S50W」CMソング
- Noctyx「Stuck In The Abyss」作詞、作曲、プロデュース（2022年2月27日配信開始）

### CM曲
- 株式会社エイチーム コーポレートCM「その挑戦に、戦略はあるか」篇[9]